# لیندا مک کارتنی
لیندا مک کارتنی (انگلیسی: Linda McCartney؛ زاده ۲۴ سپتامبر ۱۹۴۱ درگذشته ۱۷ آوریل ۱۹۹۸) موسیقی‌دان اهل ایالات متحده آمریکا بود.
او بیشتر به عنوان نوازنده گروه وینگز (wings) و همچنین همسری پل مک کارتنی شناخته می‌شود.
او پس از دوره ای بیماری و بر اثر سرطان سینه در سال ۱۹۹۸ درگذشت.
از فیلم‌های او می‌توان به سلامم را به برود استریت برسانید اشاره کرد.